# Khandapada
Khandapada is een stad en “notified area” in het district Nayagarh van de Indiase staat Odisha. 

## Demografie
Volgens de Indiase volkstelling van 2001 wonen er 8.754 mensen in Khandapada, waarvan 52% mannelijk en 48% vrouwelijk is. De plaats heeft een alfabetiseringsgraad van 75%. 